# 누르시아의 베네딕토
누르시아의 베네딕토(라틴어: Sanctus Benedictus de Nursia, 480년 - 547년 3월 21일)는 ‘좋게 말한’ 또는 ‘축복된’이란 뜻으로 그리스도교의 성인 가운데 한 사람이며, 로마 가톨릭교회와 성공회에서는 유럽과 학생들의 수호 성인으로 공경받고 있다. 과거 한국에서는 한자로 음차하여 분도(芬道)라고 부르기도 하였다.
베네딕토는 이탈리아 수비아코에 열두 개의 수도 공동체를 세웠으며, 나중에 이탈리아 남부에 있는 몬테카시노 산으로 자리를 옮겼다. 그가 세운 몬테카시노 대수도원은 서방 수도원의 발생지가 되었으며, 오늘에 이르기까지 베네딕도회의 총본부가 되고 있다. 베네딕토가 세운 베네딕도회는 마치 하나의 수도회처럼 보이지만, 사실은 그가 세운 수도 회칙을 따르는 개개의 수도원 연합이라고 보는 것이 더 타당하다.
베네딕토가 수도자들을 위해 쓴 《베네딕도 규칙서》(Regula Benedicti)는 그의 가장 위대한 업적이라고 할 수 있다. 이 규칙서는 요한 카시아노로부터 지대한 영향을 받았으며, 《스승의 규칙서》(Regula Magistri)와 거의 내용이 비슷하다. 베네딕도 규칙서에서 나타난 그의 규율은 균형과 중용, 합리성을 두루 갖고 있었으며, 중세에 세워진 대부분의 교회 공동체는 이같은 베네딕토의 정신의 적용을 받아 세워졌다. 그 결과 베네딕도 규칙서는 서방 기독교의 가장 영향력 있는 규율 가운데 하나가 되었으며, 서방 수도생활의 초석이 되었을 뿐 아니라, 교회 영성과 서유럽 문화 진흥에 큰 영향을 끼쳤다. 이러한 연유로 베네딕토는 종종 ‘서방 수도 생활의 아버지’라고 불린다.

## 베네딕토의 전기
몬테카시노에는 복음사가 마르코가 쓴 것으로 전해지는 짧은 시 외에도 563년에 집필되었을 것으로 추정되는, 베네딕토에 대해 기록한 유일한 고대 문헌인 교황 그레고리오 1세의 《대화집》 제2권이 소장되어 있다. 이 책의 진위 여부를 놓고 뜨거운 공방이 벌어졌는데, 그 가운데 대표적인 것은 프랜시스 클라크 박사의 저서 《가짜 그레고리오 1세의 대화록》(The Pseudo-Gregorian Dialogues) 제2권이라고 할 수 있다. 이 책의 구성은 프롤로그와 38장의 본문으로 구성되어 있다.
그러나 그레고리오 1세의 대화집에 실린 베네딕토의 이야기는 엄밀한 의미에서의 전기는 아니다. 그것은 오히려 온화하면서도 스스로를 단련하는 아빠스에 대한 영성 내용이라고 볼 수 있다. 그레고리오 1세는 시라쿠사의 주교 막시밀리아노에게 보낸 서신에서 자신이 대화집을 쓴 의도는 이탈리아의 거룩한 남자의 매우 놀라운 기적들을 전해주는 일종의 ‘문집’(floretum, 단어 자체의 의미는 꽃)이라고 표현한 바 있다.
그레고리오 1세는 베네딕토의 전기를 쓸 때 연대순으로 나열하면서 역사적으로 확실한 근거가 있는 이야기만을 쓰지는 않았지만, 여러 사람의 증언과 증거를 기초로 하였다. 당시 그레고리오 1세는 자신이 생각하기에 가장 상세하고 좋은 정보들만을 수록했다고 밝힘으로써 책의 권위를 공고히 하였다. 그레고리오 1세가 정보를 얻은 이들은 베네딕토의 제자들로서 그들은 베네딕토의 기도에 의해 일어난 여러 가지 기적을 목격한 이들이었다. 그레고리오 1세의 《대화록》은 이들 가운데 콘스탄티노는 베네딕토의 뒤를 이어 몬테카시노 수도원의 아빠스가 되었으며, 발렌티니아노와 심플리치오, 호노라토 등은 수비아코 수도원의 아빠스가 되었다고 전하고 있다.
그레고리오 1세가 살았던 시대만 하더라도 역사는 독립적인 학문으로 인정받지 못했다. 당시에 유럽인들은 역사는 문법이나 수사법의 일종이라고 여겼으며, 일대기로 정의할 수 있는 역사(historia)는 지식을 습득하기 위한 하나의 접근법에 불과하였다. 그레고리오 1세의 《대화록》 제2권은 교황과 그의 부제 베드로 사이에 대화가 오가는 형식으로 중세 성인들의 일대기를 알려줌으로써 사람들에게 종교적 가르침을 주기 위해 집필되었다.

## 어린 시절
베네딕토는 오늘날 이탈리아 움브리아주 노르차에 해당하는 누르시아의 한 로마인 귀족의 아들로 태어났다. 베다가 전한 전승에 의하면, 베네딕토에게는 쌍둥이 여동생인 스콜라스티카가 있었다고 한다. 만약 그가 태어난 해가 480년 즈음이 맞다면, 아마도 그가 학업을 중단하고 집을 떠난 해가 500년이라는 기존의 이야기는 틀린 것으로 보아야 한다. 그레고리오 1세가 말한 것처럼, 당시 그의 나이가 19세 혹은 20세 미만이었을 가능성은 희박하다. 한창 학업에 열중하던 그는 무절제하고 방탕한 삶을 사는 친구들을 보면서 인생의 진정한 의미와 가치에 대해 고민한 한편, 한 여인과 사랑에 빠지기도 했다. 로마의 귀족으로서 경력을 막 쌓아가려던 시기에 그는 결국 환락과 퇴폐가 만연했던 생활에 염증을 느껴, 퇴학하고 귀족의 신분까지 버린 채 로마를 떠났다.

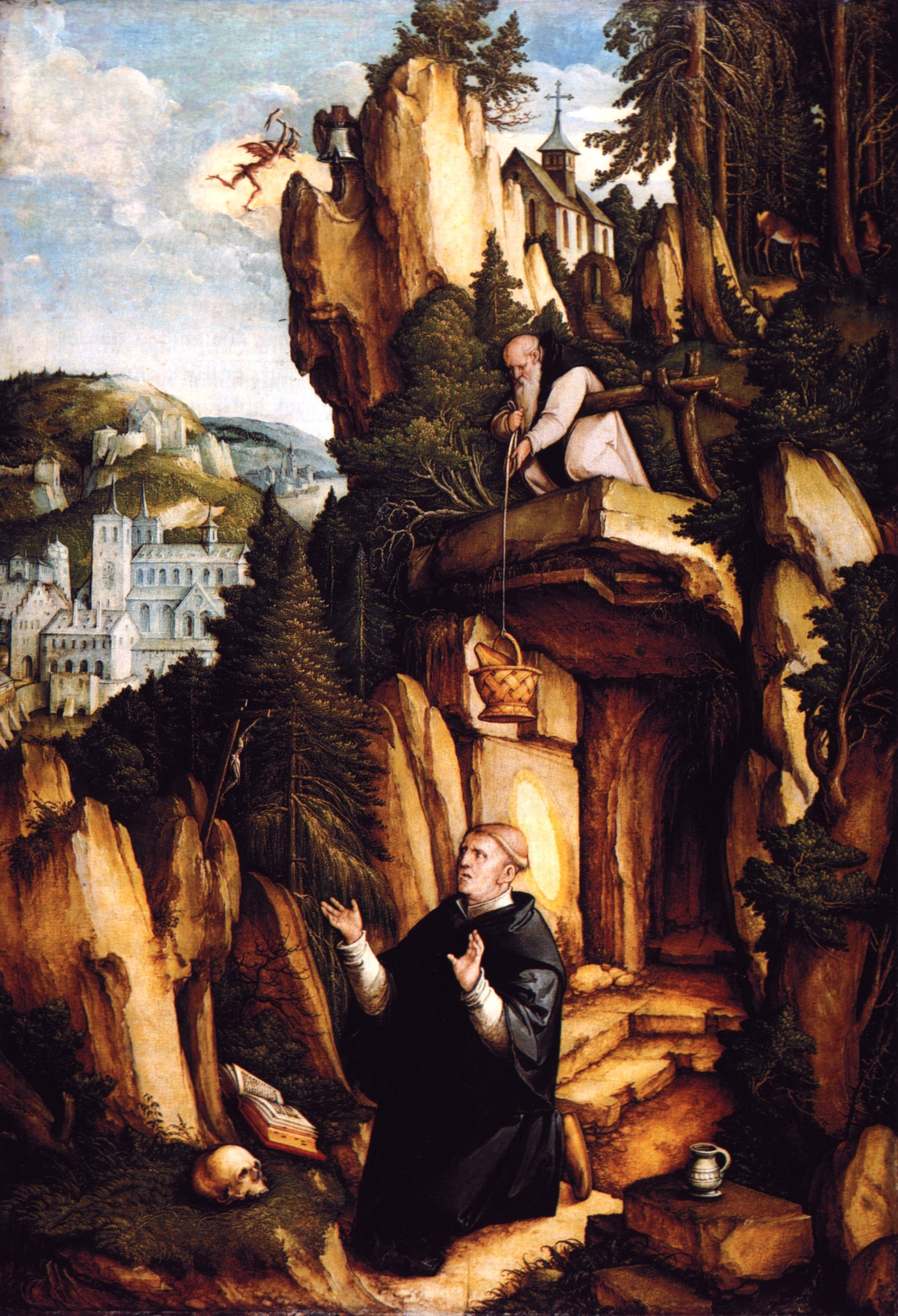
메스키르히의 마이스터의 은거하며 기도하는 성 베네딕토에게 음식을 내려주는 성 로마노.

그가 로마를 떠난 이유는 은수자가 되려고 했다기보다는 단지 사람들이 많은 도시를 피해 한적한 곳에 살기 위해서였던 것으로 추정된다. 그는 자신을 아꼈던 나이 많은 유모를 대동하고 로마에서 그리 멀지 않은 엔피데(오늘날의 아필레)라는 작은 시골 마을로 가서 그곳의 성 베드로 성당 인근에 정착하였다. 이 무렵 베네딕토가 행한 첫 번째 기적이 전해진다. 그 내용은 유모가 빵을 만들기 위해 밀가루를 체질하여 식탁에 올려놓았는데 체가 떨어져서 두 동강이 났다. 절망한 유모가 우는 것을 보고 베네딕토는 조각들을 모아놓고 기도를 올렸고, 기도를 마치고 일어났을 때 체가 완벽하게 수리되어 있었다는 것이다.
엔피데로부터 수비아코로 이어지는 거리는 짧지만, 산을 직접 통과해 좁고 어두운 골짜기 어귀를 지나야 한다. 그 길을 계속해서 올라가면 동굴과 그 위에 산 꼭대기가 거의 수직으로 솟은 곳에 당도하는데, 더 앞으로 나아가면 산골짜기로 이어진 더 가파른 길로 이어지며, 오른쪽에는 수심이 150미터 정도 되는 푸른 호수가 있다. 한편 동굴은 삼각형 모양의 커다란 입구가 있으며 약 10피트 정도 되는 깊이이다. 베네딕토는 유모를 떠나 엔피데로 가는 도중 한 수사를 만났는데, 그는 자신의 이름이 수비아코의 로마노이며, 동굴이 딸린 절벽 위에 있는 수도원에 산다고 말했다. 로마노는 베네딕토가 수비아코로 오게 된 연유를 묻고 함께 대화를 나눈 끝에, 그에게 수도복을 주었다. 그리고 베네딕토는 로마노의 권고에 따라 수사가 되었으며, 3년 간 외부와의 접촉을 끊고 고독한 삶을 위해 호수 위에 있는 천연 동굴 사크로 스페코(Sacro Speco, 거룩한 동굴)에 거처하였다.

## 말년
베네딕토의 동굴에서의 은수 생활에 대해 그레고리오 1세는 우리에게 짧막한 이야기를 전하고 있다. 그는 베네딕토가 더 이상 ‘어린이’(puer)가 아니라, 하느님의 ‘사람’(vir)이 되었으며, 로마노는 자신이 할 수 있는 모든 방법을 동원해서 베네딕토를 보살펴 주었다고 말했다. 로마노는 만 3년 동안 고정된 날짜마다 베네딕토를 찾아가 그에게 음식물을 제공했다고 한다. 동굴에 다다르는 길이 없었기 때문에 베네딕토를 돌봐주던 로마노는 줄에다 빵을 매달아서 동굴로 내려 보냈고, 종을 쳐서 빵이 도착했다는 신호를 보냈다.
이 당시 베네딕토에 대해 두 가지 이야기가 전해져 오고 있다. 첫 번째는 예수 부활 대축일이 가까워 오던 어느 날, 예수가 예수 부활 대축일 음식을 준비하던 한 사제에게 나타나서 “너는 맛있는 음식을 준비했지만 동굴에 있는 나의 종은 배를 곯고 있다.”라고 말했다고 한다. 이 말을 듣고 사제는 즉시 동굴을 찾아 나섰고, 어렵사리 베네딕토를 찾았다. 그리고 베네딕토에게 가서 “어서 일어나서 음식을 드십시오. 오늘은 예수 부활 대축일입니다. 이 음식을 멀리하실 생각일랑 하지 마십시오. 주님께서 당신을 위해 저를 보내셨습니다.”라고 말했다. 세상과 격리되어 있던 베네딕토는 사실 그날이 예수 부활 대축일인지도 몰랐다. 두 사람은 함께 축복 기도를 한 다음 음식을 먹었다.
두 번째는, 하루는 사탄이 베네딕토의 은수 생활을 중단시키기 위해 그의 머릿속에 과거 그와 사랑을 나누었던 여인이 떠오르게 하였다. 여인은 너무도 아름다워서 그를 육욕에 사로잡히게 했고, 은수생활을 그만두고자 하는 생각이 들 정도였다. 그러나 곧 정신을 차린 베네딕토는 수도복을 벗어 던지고 가시덤불에 온몸을 뒹굴며 유혹이 물리쳐 달라는 기도를 바쳤다. 이윽고 온 몸이 피투성이가 되었으나, 어느새 욕정은 사라지고 평온이 찾아왔다. 이후 그는 그런 시련을 다시 겪지 않았다고 한다.
베네딕토는 독수자가 되는 것이 자신의 소망이었음에도 불구하고, 그의 숨은 인품이 널리 알려져 점차 사람들이 찾아오기 시작했으며, 많은 사람의 존경을 한 몸에 받았다. 그리고 인근에 있는 비코바로 수도원의 수도자들이 찾아와, 자신들의 아빠스(수도원장)가 선종했다면서 그에게 차기 아빠스직을 맡아 달라고 간청했다. 베네딕토는 당시 비코바로 수도원의 삶과 규율이 문란하고 퇴폐에 찌들었던 데다가 수사들 역시 다양한 지역 출신으로 구성되어 있어 제대로 된 단합이 이루어지지 않는다는 것을 알고 있었기 때문에 거절했지만, 그들의 끊임없는 간청에 결국 수락하고 말았다. 베네딕토는 아빠스로 부임하자마자 수도원의 개혁을 시도하려 했으나, 너무 엄격한 규율을 요구한다는 이유로 수사들의 불만을 사게 되었다. 그러나 자기들이 모셔온 사람을 공공연하게 배척할 수는 없었다. 그리하여 그들은 베네딕토를 암살하려는 흉계를 꾸며, 점심식사 때 포도주에 독약을 섞어서 그에게 권했다. 베네딕토는 포도주를 마시기 전에 전례대로 축복 기도를 하기 위해 성호를 그었는데 그 잔이 즉각 깨져버렸다. 그러자 베네딕토는 그들의 음모를 눈치채고 탄식하면서, 그 날로 그 수도원을 떠나 다시 수비아코 동굴로 돌아왔다. 이 시점부터 그의 기도로 인한 기적이 자주 일어났던 것으로 전해진다. 그의 고결함과 기적 사례를 듣고 과거보다 더 많은 사람이 그를 만나 가르침을 듣기 위해 수비아코로 갔다. 베네딕토는 수비아코 부근에 자신을 따르는 사람들과 함께 열두 곳의 작은 수도원을 세워 그들과 함께 공동체 생활을 시작하였다.
그러나 인근에 있는 본당 사제 플로렌시오의 시기를 받으면서 또 한 번 곤경에 처하게 되었다. 플로렌시오의 시기는 한도를 넘어 베네딕토를 독살하려는 계획을 실행하였다. 그는 빵에다 독약을 타고 베네딕토에게 갔다주었다. 베네딕토는 빵을 먹기 전에 성호를 그었는데, 갑자기 까마귀 한 마리가 날아와서 빵을 물고 가져가버렸다. 자신을 죽이려는 일이 빈번하자 베네딕토는 그곳을 떠나기로 결심했다. 그리고 베네딕토가 떠나는 날 아침에 플로렌시오는 자기 집의 발코니가 무너져 깔려 죽어버렸다고 전해진다.
베네딕토는 525년경에 수비아코를 떠나, 마침내 로마와 나폴리 중간 지대의 언덕 꼭대기에 있는 몬테카시노로 갔다. 당시 몬테카시노 인근의 주민들은 이교를 신봉하고 그 산 위에 아폴론 우상을 세우고 있었다. 그래서 베네딕토는 아폴론에게 바쳐진 이교 신전들을 모조리 파괴하고 그들을 그리스도교로 개종시켰으며, 530년경에는 그 곳 산정에서 베네딕토의 설계와 지시 아래 모든 베네딕도회 수도원의 모체가 된 수도원과 성당을 세웠다. 몬테카시노 수도원을 짓는데 전해지는 이야기 하나가 있다. 인부들이 커다란 돌을 옛 아폴론 신전에서 들어 올리려 했으나, 이상하게 꼼짝도 하지 않았다. 이에 인부들이 베네딕토에게 말하자 베네딕토는 이것이 악마의 장난임을 알고 구마 기도를 바쳤다. 그러자 악마가 달아나고 바위는 아주 가볍게 들어올려져 건축을 계속할 수 있었다고 한다. 베네딕토는 자신이 직접 지은 몬테카시노 수도원에서 수도 공동체를 위한 규칙서인 《베네딕도 규칙서》를 저술하여 올바른 금욕생활과 기도, 공부, 육체 노동의 역할을 엄격하게 규정하는 등 본격적으로 공동체를 지도하기 시작했다. 그의 규칙은 점차 서방 교회의 모든 수도원의 법전이 되었고 다른 수도규칙의 모범이 되었으며 교회 영성과 서유럽 문화 진흥에 큰 영향을 끼쳤다. 그가 세운 몬테카시노 대수도원은 서방 수도원의 발생지가 되었으며, 오늘에 이르기까지 베네딕토 수도회의 총본부가 되고 있다.
하루는 베네딕토의 명성을 듣고 고트족의 왕 토틸라가 그를 방문하기 위해 일부러 리트고라는 신하에게 자신의 옷을 입혀 먼저 그를 만나보게 했다고 한다. 베네딕토는 토틸라와 한번도 대면한 일이 없었음에도 불구하고 리트고를 보자마자 그가 진짜 토틸라가 아니라는 것을 단번에 간파했다. 그 뒤에 온 진짜 토틸라가 오자 그에게 전쟁을 중지할 것을 훈계하면서 앞으로 그가 9년 동안은 건강하게 살다가 10년째 되는 날에는 죽을 것이라고 예언하였다. 이에 토틸라는 베네딕토를 만나고 난 후 자기의 소행을 삼갔으며 베네딕토의 예언대로 10년째 되던 해에 죽었다고 한다.
이후 베네딕토는 교황의 고문 역을 담당했으며, 토틸라의 침공으로 폐허화된 롬바르디아를 재건하는데 앞장서던 와중에 누이 스콜라스티카가 선종한 지 얼마 지나지 않아, 그 역시 몬테카시노에서 제대 앞에 서서 신발을 신은 채 하늘을 향해 두 손을 높이 들고 기도하다가 선종하였다. 전해지는 바에 의하면, 베네딕토는 자신이 죽음이 임박했음을 직감하고, “소망 중에 바라보던 참다운 본향, 그 본향에서 우리 주님께서 나를 영접하시는데 어떻게 내가 감히 누워서 갈 수 있겠는가? 일어나서 경건하게 우리 주 예수 그리스도의 영접을 받아야 할 것이 아닌가?”라고 하면서 사람들에게 자신을 부축해 일으켜 줄 것을 부탁했다고 한다. 베네딕토의 시신은 장례식 후 스콜라스티카와 같은 장소에 매장되었다.

## 공경
1964년 교황 바오로 6세는 성 베네딕토를 유럽의 수호성인으로 선언했으며, 1980년 교황 요한 바오로 2세는 성 베네딕토를 성 치릴로와 성 메토디오와 더불어 유럽의 공동 수호성인으로 선언하였다.
1970년 이전까지 로마 보편 전례력에서는 베네딕토의 축일을 《순교 열전》(Martyrologium hieronymianum)과 베다가 집필한 몇몇 필사본의 기록을 토대로 그가 선종한 날짜인 3월 21일로 고정하고 있었다. 그러다가 사순 시기와 겹치는 것을 막기 위해 날짜를 변경하게 되었으며, 1969년에 개정된 로마 보편 전례력에서는 축일을 7월 11일로 옮겨 오늘날까지 이르고 있다. 이 날은 8세기 말 갈리아 전례서에서 베네딕토의 죽음을 기념하는 축일(Natalis S. Benedicti)로 지정된 날이기도 하였다. 그러나 성 베네딕토 축일의 기원에 대해서는 몇 가지 불확실한 점이 있다. 그러한 연유로, 베네딕토가 선종한 날이 3월 21일이기 때문에 그의 축일 역시 3월 21일로 정한다는 기록도 있는 한편 7월 11일이 베네딕토가 선종한 날이기 때문에 축일 역시 이를 따른다는 정반대의 기록도 있다.
동방 정교회에서는 성 베네딕토 축일을 3월 14일에 지내고 있다.

## 평가와 영향
중세 초기는 일명 ‘베네딕토 세기’라고 불린다. 2008년 4월 교황 베네딕토 16세는 서유럽에 대한 베네딕토의 공로에 대해 높이 평가했다. 그는 “베네딕토 성인은 자신의 삶과 업적을 통해 유럽의 문명과 문화의 발전에 큰 영향을 미쳤으며”, 유럽이 로마 제국의 몰락 이후 이어진 “역사의 어두운 밤”에서 벗어날 수 있게 도와주었다고 말했다.
베네딕토는 서방 교회의 수도생활에 어느 누구보다도 많은 기여를 했다. 그가 만든 수도원 규율을 담은 《베네딕도 규칙서》는 중세의 수천 개 교회 공동체들의 규율의 토대가 되었다. 《베네딕도 규칙서》는 작성된 이래 1400여 년 동안 가톨릭 수도회들에서 채택한 가장 보편적이고 영향력 있는 규칙서이다. 오늘날 베네딕도회 계열은 두 가지 분파로 구분되는데, 하나는 베네딕도 연합회이고 나머지 하나는 시토회이다.
베네딕토는 유럽에 진정한 영적 소요를 가져왔으며, 이후 수년 동안 그의 추종자들은 그리스도교 신앙을 토대 삼아 새로운 문화적 통합을 이루기 위해 유럽 대륙 전역으로 널리 퍼져나갔다.

## 분도패

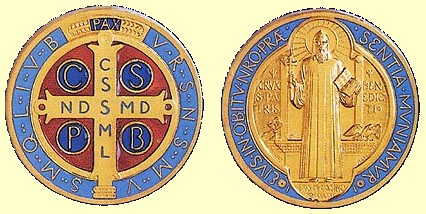
1880년 베네딕토 탄생 1400주년을 기념하기 위해 성년에 제작된 분도패의 뒷면(왼쪽)과 앞면(오른쪽)

교황 그레고리오 1세의 글 중에는, 베네딕토가 그리스도의 십자가에 대한 깊은 신심을 지니고 있었기 때문에 십자 성호를 그음으로써 많은 기적들을 행하였다는 기록이 있다. 이러한 십자가에 대한 베네딕토의 신심으로 말미암아 메달이 주조되기에 이르렀는데, 이 메달의 앞면에는 베네딕토가 오른손에는 십자가를 들고, 왼손에는 베네딕도 규칙서를 의미하는 책을 들고 있는 모습이 새겨져 있다. 베네딕토의 오른쪽 발치에는 그가 십자 성호를 그었을 때, 산산조각이 된 독배가 있으며, 왼쪽 발치에는 베네딕토를 질투한 사람이 보낸 독이 든 빵을 물고 날아가려고 하는 까마귀의 모습이 있다. 이 메달은 분도패라고 불리게 되었는데, 시간이 지나면서 나중에 다른 요소들이 추가되기 시작했다. 메달의 앞면 둘레에 새겨진 라틴어 문구는 다음과 같다. “EIUS IN OBITU NOSTRO PRAESENTIA MUNIAMUR!”(저희가 죽을 때에 성인이 함께 하시어 저희를 굳세게 하소서!). 그리고 독배와 빵을 문 까마귀 위에는 “CRUX S. PATRIS BENEDICTI”(우리의 거룩한 교부 베네딕토의 십자가)라는 라틴어 문구가 새겨져 있다. 아울러 베네딕토의 발치 아래에는 메달이 기원된 곳과 연도를 가리키는 “몬테카시노 수도원, 1880”을 나타내는 라틴어 글자와 숫자가 새겨져 있다.
메달의 뒷면은 십자가가 주를 이루고 있다. 십자가의 세로대와 가로대에는 각기 운율을 맞춘 다음과 같은 라틴어 기도문의 첫글자들이 새겨져 있다. “CRUX SACRA SIT MIHI LUX! NUNQUAM DRACO SIT MIHI DUX!”(거룩한 십자가여, 저의 빛이 되소서! 용의 길을 따르지 않게 하소서!). 그리고 십자가의 세로대의 양옆과 가로대의 위, 아래에는, “CRUX SANCTI PATRIS BENEDICTI”(우리의 거룩한 교부 베네딕토의 십자가)의 머릿글자인 CSPB라는 라틴어 글자가 새겨져 있다. 십자가의 위에는 평화를 뜻하는 라틴어 단어 PAX가 새겨져 있다. 메달의 뒷면 둘레에는 구마 기도문의 라틴어인 “VADE RETRO, SATANA! NUNQUAM SUADE MIHI VANA!”(사탄아, 물러가라! 너의 교만으로 나를 유혹하지 마라!)의 머릿글자인 VRSNSMV와 “SUNT MALA QUAE LIBAS. IPSE VENENA BIBAS!”(네가 내게 권하는 것은 악한 것이니 그 독잔은 너나 마셔라)의 머릿글자인 SMQLIVB가 새겨져 있다.
분도패는 베네딕토의 탄생 1400주년을 기념해서 1880년에 처음으로 제작되었기 때문에 성년패라고도 불린다. 그러나 분도패의 정확한 기원에 대해서는 알려져 있지 않다. 1647년 바이에른의 메튼 수도원 인근에 있는 나테른베르크에서 마녀들에 대한 종교재판이 열렸다. 당시 재판 중에 마녀로 고소당한 피고인들은 자신들의 주술이 십자가의 보호 아래 있는 메튼 수도원에는 영향을 끼치지 못했다고 진술했다. 조사 결과 오늘날 분도패에서 볼 수 있는 글귀들을 포함하여 수도원의 벽에 수많은 십자가가 그려진 것이 밝혀졌지만, 그것이 무엇을 의미하는지는 잊혀진 지 오래됐다.

## 같이 보기
- 베네딕토회
- 베네딕도 규칙서